# Powiat Ashigarakami
Powiat Ashigarakami (jap. 足柄上郡 Ashigarakami-gun) – powiat w Japonii, w prefekturze Kanagawa. W 2020 roku liczył 64 737 mieszkańców.

## Miejscowości
- Kaisei
- Matsuda
- Nakai
- Ōi
- Yamakita

## Historia[2]

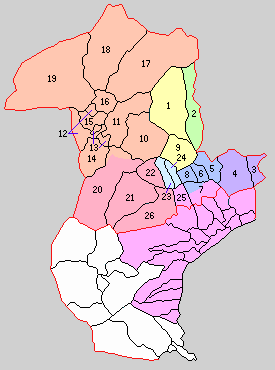
Powiat Ashigarakami (1–26 – 1889 r.)

- Powiat został założony 22 lipca 1878 roku. Wraz z utworzeniem nowego systemu administracyjnego 1 kwietnia 1889 roku powiat Ashigarakami został podzielony na 26 wiosek: Yadoriki, Kamihatano, Inokuchi, Naka, Kaminaka, Yamada, Soga, Kaneda, Matsuda, Kawa, Kyōwa, Kawanishi, Yubure, Yaga, Yamaichiba, Kaminawa, Kurokura, Nakagawa, Yozuku, Kitaashigara, Minamiashigara, Fukuzawa, Sakata, Yoshidajima, Sakurai oraz Okamoto[3].
- 1 kwietnia 1908 – w wyniku połączenia wiosek Naka i Inokuchi powstała wioska Nakai. (25 wiosek)
- 1 kwietnia 1909: (1 miejscowość, 22 wioski)
  - wioska Matsuda zdobyła status miejscowości.
  - w wyniku połączenia wiosek Nakagawa, Kurokura i Yozuku powstała wioska Miho.
- 1 kwietnia 1911 – wioska Kawanishi powiększyła się o teren wsi Yubure. (1 miejscowość, 21 wiosek)
- 1 kwietnia 1923 – w wyniku połączenia wiosek Kawanishi, Yaga i Yamaichiba powstała wioska Shimizu. (1 miejscowość, 19 wiosek)
- 1 lutego 1925 – część wsi Kaminawa została włączona w teren wioski Shimizu, a pozostała część – w teren wioski Miho. (1 miejscowość, 18 wiosek)
- 1 kwietnia 1933 – wioska Kawa zdobyła status miejscowości i zmieniła nazwę na Yamakita. (2 miejscowości, 17 wiosek)
- 1 kwietnia 1940 – wioska Minamiashigara zdobyła status miejscowości. (3 miejscowości, 16 wiosek)
- 3 listopada 1946 – w wyniku połączenia wiosek Yamada i Kaminaka powstała wioska Sōwa. (3 miejscowości, 15 wiosek)
- 18 grudnia 1950 – wioska Sakurai została włączona w teren miasta Odawara. (3 miejscowości, 14 wiosek)
- 20 czerwca 1951 – część wioski Sōwa została włączona do wioski Nishihadano (z powiatu Naka).
- 1 lutego 1955: (4 miejscowości, 9 wiosek)
  - miejscowość Yamakita powiększyła się o teren wiosek Kyōwa, Miho i Shimizu.
  - w wyniku połączenia wiosek Sakata i Yoshidajima powstała miejscowość Kaisei.
- 1 kwietnia 1955: (4 miejscowości, 5 wiosek)
  - miejscowość Matsuda powiększyła się o teren wioski Yadoriki.
  - miejscowość Minamiashigara powiększyła się o teren wiosek Fukuzawa, Okamoto i części wsi Kitaashigara.
  - pozostała część Kitaashigary została włączona w teren miejscowości Yamakita.
- 28 lipca 1955 – wioska Kamihatano została włączona w teren miejscowości Nishihadano (z powiatu Naka). (4 miejscowości, 4 wioski)
- 1 kwietnia 1956: (5 miejscowości, 1 wioska)
  - w wyniku połączenia wiosek Kaneda, Sōwa i części wsi Soga powstała miejscowość Ōi.
  - pozostała część Sogi została włączona do miasta Odawara.
- 1 grudnia 1958 – wioska Nakai zdobyła status miejscowości. (6 miejscowości)
- 1 kwietnia 1972 – miejscowość Minamiashigara zdobyła status miasta. (5 miejscowości)